# Jean Habets
Jean Habets (Sint-Geertruid, 29 maart 1961) is een voormalig wielrenner uit Nederlands Limburg. Hij maakte zijn debuut als professioneel wielrenner in 1984 bij Skil. De grootste overwinning in zijn carrière boekte hij in 1985 door het winnen van de GP Fourmies in Frankrijk. Hij kwam redelijk uit de voeten op geaccidenteerd terrein en was om die reden enkele jaren de meesterknecht voor de Ierse renner Seán Kelly in diverse wielerklassiekers, met name in Ardense klassiekers. Hij beëindigde zijn wielercarrière in 1989 om vervolgens een eigen rijwielzaak te beginnen.

## Resultaten in voornaamste wedstrijden
| Jaar | Ronde van Italië | Ronde van Frankrijk | Ronde van Spanje |
| ---- | ---------------- | ------------------- | ---------------- |
| 1984 |                  |                     |                  |
| 1985 |                  |                     |                  |
| 1986 | 62e              |                     |                  |
| 1987 | 62e              |                     |                  |

| Jaar | Gent-Wevelgem | Amstel Gold Race | Luik-Bast.‑Luik | Parijs-Tours | Parijs-Brussel | Waalse Pijl |
| ---- | ------------- | ---------------- | --------------- | ------------ | -------------- | ----------- |
| 1984 | 53e           | 30e              |                 |              |                | 50e         |
| 1985 |               |                  |                 | 35e          | 15e            |             |
| 1986 |               | 26e              | 52e             | 15e          | 38e            | 62e         |
| 1987 |               | 46e              |                 | 68e          |                |             |

Appeldoorn · 
Bogaert · 
Bol · 
Dekker · 
Habets · 
Jonkers · 
Kleinsman · 
Lammertink · 
Parkin · 
Pieters · 
Schalkers · 
Schurer · 
Smit ·
Van Der Haegen ·
van Houwelingen · 
Verleyen · 
Wyder
Anderson · 
Bol · 
Capiot · 
De Keulenaer ·
Dekker · 
Habets · 
Haelemeersch · 
Kleinsman · 
Lammertink · 
Oosterbosch · 
Pieters · 
Schalkers · 
Schurer · 
Segers ·
Siemons ·
Smit ·
van der Velde ·
Van Steenwinkel